# Ridderorden in Madagaskar
Madagaskar maakte als kolonie Frans-Madagaskar kennis met ridderorden. De vlak voor het einde van de Malagasische monarchie ingestelde Orde van Naravalona III bestond slechts korte tijd. De Fransen verleenden een koloniale ridderorde:
- De Orde van de Ster van Anjouan (Frans:Ordre de l'etoille d'Anjouan)

Er werd ook een Malagassische decoratie ingesteld:
- De Malagassische Orde van Verdienste (Frans: Ordre du Mérite Malgache) 1901

Na de onafhankelijkheid in 1960 stichtte de Republiek Malagasië eigen ridderorden:
- De Malgachische Orde van Verdienste (Frans: Ordre du Mérite Malgache) 1960

Deze orde kreeg lint, indeling en naam van de oude koloniale onderscheiding.
- De Nationale Malagassische Orde (Frans: Ordre National Malgache) 1980

was een nieuwe ridderorde. Later volgden
- De Orde van Verdienste voor de Sport (Frans: Ordre du Mérite Sportif)
- De Orde van Verdienste voor de Landbouw (Frans: Ordre du  Mérite  Agricole)